# Escut de Sant Pere Pescador
L'escut oficial de Sant Pere Pescador té el següent blasonament:
Escut caironat: de gules, dues claus passades en sautor amb les dents a dalt i mirant cap enfora, la d'or en banda i per damunt de la d'argent en barra, acompanyades a la punta d'una faixa ondada d'argent. Per timbre, una corona mural de vila.

## Història
Va ser aprovat el 16 d'abril del 2009 i publicat al DOGC el 6 de maig del mateix any amb el número 5373.
Les claus són l'atribut de sant Pere, patró de la vila, situada a l'esquerra del Fluvià, vora la desembocadura del riu, representat per la faixa ondada d'argent.